# Théophylacte Simocatta
Pour les articles homonymes, voir Théophylacte.
Theophylaktos Simokatès (grec ancien : Θεοφύλακτος Σιμοκάτ(τ)ης), ou Simocatta, Simocates, latinisé en Theophylactus Simocatta, est un historien byzantin du début du VIIe siècle. Le surnom « simokatès » (museau de chat) est généralement attribué à son apparence physique.

## Biographie
Théophylacte, que l'on peut considérer comme l’un des derniers historiens du monde antique, était originaire de la province romaine d'Égypte. À côté d'œuvres mineures, il composa sous le règne de l'empereur Héraclius une œuvre historiographique intitulée Histoires. Théophylacte, qui a peut-être exercé les hautes fonctions de préfet urbain de Constantinople, s'inscrivit dans la suite des historiens du VIe siècle (Procope de Césarée, Agathias de Myrina, Ménandre le Protecteur) et fit le récit du règne de l'empereur d'Orient Maurice Ier (582-602), en particulier des guerres que ce dernier mena contre les Perses sassanides et les Slaves. L'ouvrage, comme le dit clairement sa préface, a été composé sous le règne d'Héraclius (610-641), et son contenu laisse penser qu'il était entièrement terminé vers 630 : la dernière guerre de l'empire d'Orient sous Héraclius contre les Perses (602-628) est apparemment bien terminée, alors que la conquête arabe (qui s'amorce en 634) n'a pas encore commencé, ou du moins aucune allusion n'y est faite.
L'œuvre de Théophylacte, quoique très inférieure au plan de la langue et du style à celles des historiens du Bas-Empire (notamment Ammien Marcellin et Procope de Césarée) constitue cependant une source d'information essentielle sur les Perses et les Slaves. Il s'est inspiré d'historiens de la fin du VIe siècle dont l'œuvre est presque entièrement perdue, comme Théophane de Byzance et Jean d'Épiphanie. Il rédige encore en grec ancien, mais sa prose contient un grand nombre de formes qui annoncent déjà le grec médiéval. La décadence de la culture antique dans l'empire d'Orient après les invasions arabes ne permit pas une relève littéraire de Théophylacte. La tradition des historiographes de l'Antiquité se termine donc avec lui.
Théphylacte Simocatta est aussi un épistolographe auteur d'un recueil de 95 lettres fictives, divisé en trois parties : les lettres morales, les lettres de paysans, les lettres de courtisanes. On a également de lui un livre de Quaestiones naturales.

### Éditions
- (la) Nicolas Copernic, Theophilacti scolastici Simocatti epistolae morales, rurales et amatoriae., Cracovie, Hallers, 1509, 22 p.
- Theophylaktes Simokates: Geschichte (1985), trad. en allemand des Histoires par Peter Schreiner, Stuttgart.
- Theophylactus Simocates on Predestined Terms of Life, L. G. Westerink, Arethusa Monographs 6, Buffalo, N.Y., 1978.

### Essais
- (en) John Martindale, The Prosopography of the Later Roman Empire IIIb, Cambridge, 1992, 1311 p.
- (en) Michael Whitby, The emperor Maurice and his Historian. Theophylact Simocatta on Persian and Balkan Warfare, Oxford, 1988.
- (en) Michael and Mary Whitby, The History of Theophylact Simocatta., traduction en anglais avec une introduction et des notes, Oxford, 1986.